# Nicolas Gétaz
Pour les articles homonymes, voir Gétaz.
 (septembre 2021).
Nicolas Gétaz, né le 11 juin 1991 à Morges (Suisse), est un footballeur suisse, qui joue au poste de défenseur au sein du club suisse du Yverdon-Sport FC.

## Biographie
Il inscrit six buts en deuxième division suisse lors de la saison 2015-2016 avec l'équipe du FC Lausanne-Sport. Champion de Challenge League en 2011, 2016, et 2020.

## Palmarès
| FC Vaduz - Championnat du Liechtenstein (1) : - Vainqueur : 2014. |